# Athrotaxis
Athrotaxis — рід хвойних рослин родини кипарисових. Назва виду походить від грец. athros — «велелюдний» і грец. taxis — «розташування» з посиланням на розташування з перекриттям листя.

## Поширення, екологія
Помірні дощові ліси Тасманії.

## Морфологія
Однодомні вічнозелені дерева з корою що відлущується тонкими, довгими смуг. Листки гомоморфні, лускоподібні притиснуті або ланцетні й вільно розташовані, однорідні за формою і розміром, товсті. Чоловічі шишки поодинокі, сережкоподібні. Жіночі шишки деревні, кулясті, зріють один рік, з багатьма трикутними лусками. Насіння 3–6 на луску, довгасті, тонкі, з 2 вузькими рівними крилами. Сім'ядолі 2.

## Використання
Деревина міцна і раніше широко використовувалася в Тасманії, але вид тепер рідкісний, щоб використовувати. 
Це дуже красиві декоративні дерева, вони добре ростуть в районах з великою кількістю опадів, м'якою зимою і прохолодним літом, наприклад, на Британських островах, на тихоокеанському узбережжі Північної Америки та в Новій Зеландії.